# Kyôto (roman)
Pour les articles homonymes, voir Kyoto (homonymie).
Kyôto (古都, Koto) est un roman de l'écrivain japonais Yasunari Kawabata, paru au Japon en 1962.

## L'auteur
Né à Osaka en 1899, Yasunari Kawabata est un écrivain japonais, auteur de romans et de nouvelles. Ses œuvres : Pays de neige (1935-1947), Le Grondement de la montagne (1954), Les Belles Endormies (1960-1961) et Tristesse et Beauté (1965), appartiennent au patrimoine universel de la littérature,. En 1968, Kawabata devient le premier écrivain asiatique récipiendaire du prix Nobel de littérature. En avril 1972, dans sa demeure de Zushi (préfecture de Kanagawa), il se retire définitivement du monde, à l'âge de 72 ans.

## Le roman

### Présentation
Au début des années 1960, Yasunari Kawabata publie Les Belles Endormies et, installé à Kyoto, écrit un court roman dont l'action se déroule dans l'ancienne capitale impériale. Cette œuvre paraît en 1962 avec pour titre : Koto (古都, litt. « ancienne capitale »). En 1971, elle est éditée en français par les éditions Albin Michel dans une traduction de Philippe Pons.

### Résumé
Naeko, une jeune femme qui vit à la campagne, retrouve par hasard, dans la ville de Kyoto, lors de la fête traditionnelle Gion Matsuri, sa sœur jumelle : Chieko. Ces retrouvailles sont l'occasion d'une déambulation dans le temps et l'espace de l'ancienne capitale japonaise, et d'une confrontation entre le Pays du Soleil levant des traditions ancestrales et le Japon qui se développe à l'école de la modernité occidentale. Ces deux faces d'un même pays sont-elles conciliables ?

### Critique
Pour Nicolas Gattig, du Japan Times, le roman de Kawabata est une « méditation élégiaque à propos du patrimoine culturel de Kyoto » ; se déroulant sur plusieurs mois, du printemps jusqu'à l'hiver, il « semble plus peint qu'écrit ». Jean Montenot, de L'Express, soutient que le livre de Kawabata est une œuvre politique. Sur le fond d'une « intrigue romanesque à la Balzac », il s'agit d'un « réquisitoire à charge contre la civilisation industrielle commencée sous l'ère Meiji ». Cependant, selon Nicole chardaire, spécialiste en littérature, l'« essentiel du roman de Kawabata est encore ailleurs. Dans l'évocation sans cesse renouvelée de la nature, des arbres, des fleurs, des parfums, des couleurs... Kawabata exprime avec Kyōto le plus délicat des hommages à la beauté, à l'élégance, à la délicatesse, à l'harmonie ».

## Adaptations

### Cinéma
Le roman de Kawabata a été adapté au cinéma par trois réalisateurs japonais :
- 1963 : Kyoto, film de Noboru Nakamura
- 1980 : Koto, film de Kon Ichikawa[11] ;
- 2005 : Koto, téléfilm de Nobuaki Izaki[12].

## À voir aussi